# Ziglipton lumawigi
Ziglipton lumawigi är en skalbaggsart som först beskrevs av Hüdepohl 1987.  Ziglipton lumawigi ingår i släktet Ziglipton och familjen långhorningar.
Artens utbredningsområde är Filippinerna. Inga underarter finns listade i Catalogue of Life.